# هنري أوشر هال
هنري أوشر هال (بالإنجليزية: Henry Usher Hall)‏ هو عالم أنثروبولوجيا أمريكي. كان مساعدًا وأمينًا لقسم علم الأعراق في متحف جامعة بنسيلفانيا بالفترة (1915 - 1935). وكان له دور فعال في توجيه المجموعة الأفريقية للمتحف في سنواته الأولى.
رافق عالمة الأنثروبولوجيا البولندية ماريا تشابليكا (1886-1921) في رحلة استكشافية أسفل نهر ينسي في سيبيريا إلى بحر كارا في عام 1914، وذلك برفقة مود دوريا هافيلاند (1889-1941)، والفنانة دورا كورتيس.